# Lima (Grant County, Wisconsin)
Die Town of Lima ist eine von 33 Towns im Grant County im US-amerikanischen Bundesstaat Wisconsin. Im Jahr 2010 hatte die Town of Lima 805 Einwohner.
Town hat in Wisconsin eine grundlegend andere Bedeutung, als im übrigen englischsprachigen Bereich. Vielmehr entspricht sie den in den anderen US-Bundesstaaten üblichen Townships, die nach dem County die nächstkleinere Verwaltungseinheit bilden.

## Geografie
Die Town of Lima liegt im Südwesten Wisconsins, rund 30 km östlich des Mississippi, der die Grenze zu Iowa bildet. Die Grenze zu Illinois befindet sich rund 30 km südlich.
Die geografischen Koordinaten des Zentrums der Town of Lima sind 42°49′23″ nördlicher Breite und 90°29′03″ westlicher Länge. Sie erstreckt sich über eine Fläche von 94,7 km².
Die Town of Lima liegt im Osten des Grant County und grenzt an folgende Nachbartowns:
| Town of Liberty   | Town of Clifton                             | Town of Mifflin (Iowa County)      |
| Town of Ellenboro | Kompassrose, die auf Nachbargemeinden zeigt |                                    |
| Town of Harrison  | Town of Platteville                         | Town of Belmont (Lafayette County) |

## Verkehr
Durch den Osten der Town of Lime verläuft in Nord-Süd-Richtung der Wisconsin State Highway 80. Im äußersten Südwesten führt ein kurzer Abschnitt des Wisconsin State Highways 81 durch das Gebiet der Town, genauso wie weiter nördlich die County Highways A und D. Alle weiteren Straßen sind untergeordnete Landstraßen oder teils unbefestigte Fahrwege.
Mit dem Platteville Municipal Airport befindet sich rund 15 km südlich ein kleiner Flugplatz. Der nächste größere Flughafen ist der Dane County Regional Airport in Wisconsins Hauptstadt Madison (rund 120 km ostnordöstlich).

## Bevölkerung
Nach der Volkszählung im Jahr 2010 lebten in der Town of Lima 805 Menschen in 278 Haushalten. Die Bevölkerungsdichte betrug 8,5 Einwohner pro Quadratkilometer. In den 278 Haushalten lebten statistisch je 2,9 Personen.
Ethnisch betrachtet setzte sich die Bevölkerung zusammen aus 98,6 Prozent Weißen, 0,9 Prozent Afroamerikanern sowie 0,4 Prozent aus anderen ethnischen Gruppen; 0,1 Prozent stammten von zwei oder mehr Ethnien ab. Unabhängig von der ethnischen Zugehörigkeit waren 0,5 Prozent der Bevölkerung spanischer oder lateinamerikanischer Abstammung.
30,3 Prozent der Bevölkerung waren unter 18 Jahre alt, 58,5 Prozent waren zwischen 18 und 64 und 11,2 Prozent waren 65 Jahre oder älter. 48,0 Prozent der Bevölkerung war weiblich.
Das mittlere jährliche Einkommen eines Haushalts lag bei 53.542 USD. Das Pro-Kopf-Einkommen betrug 20.366 USD. 10,0 Prozent der Einwohner lebten unterhalb der Armutsgrenze.

## Ortschaften in der Town of Lima
Neben Streubesiedlung gibt es folgende gemeindefreie Siedlungen:
- Arthur
- Union